# Дюге, Гаспар
Гаспа́р Дюге́, по прозванию Гаспа́р Пуссе́н (фр. Gaspard Dughet, Gaspard Poussin; 1613 или 1615, Рим — 27 мая 1675, Рим) — французский и итальянский) живописец, рисовальщик и гравёр, романист, пейзажист, последователь выдающегося живописца Никола Пуссена.

## Биография
Гаспар Дюге родился в семье французского кондитера, обосновавшегося в Риме. Глава семьи заботился об известном живописце Никола Пуссене во время его болезни. После выздоровления в 1630 году Пуссен женился на Анн-Мари Дюге, сестре Гаспара, и жил в 1631—1635 годах в доме Дюге. Гаспар, несомненно, познакомился с живописью Пуссена, прежде чем заняться написанием собственных пейзажей. Он быстро добился успеха. Затем он совершил поездки в Милан, Перуджу, Флоренцию, Неаполь и делил свою жизнь между Римом, Тиволи и Фраскати.
Пуссен, видя художественные способности молодого человека, его увлечённость итальянской природой, поощрял Гаспара к занятиям живописью и дал ему первые уроки живописного мастерства. Дюге на первых порах успешно подражал учителю, за что и получил прозвание «Гаспар-Пуссен», но, в отличие от «старшего Пуссена», писал небольшие по размеру, камерные пейзажи. По формулировке российского художника и теоретика искусства В. Г. Власова, Дюге «был идиллическим пейзажистом, скромным „композитором“, но тонким колористом». Тип романтического полуфантастического пейзажа, который развивал Дюге, по мнению Жермена Базена был создан ранее живописцем Сальватором Розой.

## Творчество
Первыми замеченными работами Гаспара Дюге стали выполненные им фрески в церкви Сан-Мартино-аль-Монте в Риме (ок. 1645). Позднее, получив известность, художник выполнял заказы папы Иннокентия X, испанского короля, герцога Тосканского, аристократических семей Дориа и Колонна.
Творчество Дюге ограничивается, в основном, итальянскими пейзажами, часто дополненными небольшими фигурными сценами, относящимися к библейским и античным мотивам. При написании картин Гаспар Дюге использовал самые разные техники и материалы: масло, темперу, гуашь, фреску и рисунок итальянским карандашом и технику лависа (последние часто путают с рисунками самого Пуссена).
Обладая романтическим темпераментом, Дюге изображал природу более естественной и менее упорядоченной, чем природа в картинах Клода Лоррена или Никола Пуссена. Произведения Дюге часто сравнивали с картинами его знаменитого соперника, Сальватора Розы. Их многократно имитировали и изучали, особенно английские знатоки XVI—XVII веков, чем и объясняется большое количество картин художника в британских музеях и частных собраниях (Оксфорд, Ливерпуль, Лондон).
У Дюге было всего двое учеников: Крешенцио Онофри и Жак де Ростер (Jacques de Rhoster). Ни одной работы последнего не известно; что касается Онофри, он до такой степени освоил манеру учителя, что многие его произведения приписывались Дюге.
В санкт-петербургском Эрмитаже имеется семь пейзажей Гаспара Дюге.

## Галерея
- Пейзаж. Холст, масло. 1660-е. Национальный музей искусств Азербайджана, Баку
- Пейзаж с молнией. 1665. Холст, масло. Государственный Эрмитаж, Санкт-Петербург
- Итальянский пейзаж. 1670-е. Холст, масло. Частное собрание
- Идеальный пейзаж. Между 1650 и 1660. Холст, масло. Музей изобразительных искусств, Будапешт
- Аминта собирается спасти Сильвию. Ок. 1633. Холст, масло. Художественная галерея Южной Австралии, Аделаида
- Пейзаж с чудом Святого Августина. Между 1651 и 1653. Холст, масло. Галерея Дориа Памфили, Рим
- Водопады в Тиволи. Ок. 1661. Холст, масло. Собрание Уоллеса, Лондон
- Пожар в Тиволи. 1670-е. Холст, масло. Музей Энгра, Монтобан